# Электронный журнал
Электро́нный журна́л — периодическое рецензируемое издание, электронный аналог печатного журнала, доступный для просмотра на мобильных устройствах или компьютере. Распространяется через Интернет или на любых носителях информации (магнитных, оптических, USB накопителях).

## Особенности и группы электронных журналов
Издание электронного журнала представлено в виде одного или нескольких файлов, где содержатся статьи, отражающие тематику журнала. Доступ к статьям производится по оглавлению с помощью системы ссылок. В отличие от печатных журналов, в силу своей специфики, электронный журнал может содержать в себе интерактивные элементы (игры, тесты и т. д.). C ростом компьютеризации населения и улучшения средств связи, а также благодаря доступности, электронные журналы играют всё более важную роль в жизни общества как средства для получения необходимой информации в структурированном виде. Наличие подписки (subscription, RSS) на новые статьи является дополнительной функцией современных электронных журналов. Другая дополнительная функция некоторых электронных журналов (например, J. USC) — это наличие интернет-страницы, параллельной статье, на которой читатели обсуждают и делятся мнениями о данной публикации.
Под электронными журналами понимается периодика, которая содержит полные версии публикаций, а не только сайты, обеспечивающие доступ к содержанию и резюме статей.
Электронные журналы можно разделить на три группы:
- параллельные электронные журналы — электронные версии традиционных печатных изданий. Печатная и электронная версии — идентичны;
- интегрированные электронные журналы — издаются в двух видах, которые дополняют друг друга;
- оригинальные электронные журналы — издаются только в электронном виде.

Сходными по назначению с электронными журналами — своевременное информирование о новых научных статьях подписчиков-учёных и обеспечение доступа к текстам — являются архивы электронных препринтов научных статей, например ArXiv.org. Главное различие в том, что в электронных журналах статьи проходят рецензирование, что обычно положительно сказывается на их качестве.
Особенность электронного журнала, отличие от обычного сайта — периодичность (дискретность) издания.

## Дополнительные возможности
Целесообразно использовать все преимущества, которые даёт электронный формат. Это не только мультимедиакомпоненты, которые могут быть использованы в материалах, но и «оболочка», окружение журнала.
Кроме номеров журналов, должен вестись индекс авторов, индекс рубрик. Электронный журнал должен быть снабжен системой поиска.
Сайт журнала, как и любой сайт должен рекламировать, представлять свой контент. Можно сделать специальные информационные блоки тип «Представляем автора», «Примечательная статья» и т. д.
Пример такого журнала — «Вестник Института социологии». Кроме всего перечисленного, есть ещё специальные проекты, которые дополняют журнал. В частности, позволяют обойти требование заданной периодичности.

## Примеры электронных журналов
- Physics — бесплатный электронный журнал, издаваемый Американским физическим обществом, в котором публикуются краткие обзоры статей, опубликованных в Physical Review и Physical Review Letters за последнюю неделю.
- Journal of High Energy Physics (JHEP)[2] — журнал по физике высоких энергий, выпускаемый с 1997 года. В 2008 году Импакт-фактор = 5.375.[3]
- Вестник Института социологии РАН — сетевое научное издание по социологии, издаётся Институтом социологии РАН.